# Marlies van Wijhe
Marlies van Wijhe (Zwolle, 1965) is een ondernemer, die bekendheid kreeg door haar voorzitterschap van verffabrikant Van Wijhe Verf.
Van Wijhe verslond als kind natuurdocumentaires, en wilde in eerste instantie biologie gaan studeren. Ze studeerde uiteindelijk van 1983 tot 1989 bedrijfskunde aan de RUG. Tijdens haar studie was ze lid van Albertus. Na haar afstuderen werkte Van Wijhe vijf jaar als productmanager bij DSM.
In haar jeugd deed ze vakantiewerk bij Van Wijhe Verf als kantinejuffrouw. In 1994 ging ze er in dienst als hoofd van de afdeling export. In juli 2000, op haar 35e, werd Van Wijhe algemeen directeur.
Van Wijhe heeft (en had) diverse nevenfuncties, waaronder voorzitter van Future for Nature, bestuurslid van de Stichting Drents Museum, lid van het comité van aanbeveling van Gered Gereedschap, en voorzitter van FBNed. Tevens is ze langdurig actief bij de Vereniging van Verf- en Drukinktfabrikanten (VVVF), eerst als bestuurslid (december 2001), daarna als plaatsvervangend voorzitter (december 2008), en uiteindelijk als voorzitter (2009–heden).
In 2010 werd Van Wijhe uitgeroepen tot Zakenvrouw van het jaar, in 2014 werd ze eerste in de "Ondernemers"-categorie van de Opzij Top 100, en in december 2019 werd ze ridder in de Orde van Oranje-Nassau.

## Privéleven
Van Wijhe is niet gehuwd en heeft geen kinderen. Ze is tegenstander van het vrouwenquotum.